# Kabinett Stegerwald
Das Kabinett Stegerwald bildete die Preußische Staatsregierung von April bis November 1921.

## Mitglieder
| Amt                                | Name                 | Bild | Partei | Partei    |
| ---------------------------------- | -------------------- | ---- | ------ | --------- |
| Ministerpräsident                  | Adam Stegerwald      |      |        | Zentrum   |
| Wohlfahrt                          | Adam Stegerwald      |      |        | Zentrum   |
| Inneres                            | Alexander Dominicus  |      |        | DDP       |
| Justiz                             | Hugo am Zehnhoff     |      |        | Zentrum   |
| Finanzen                           | Friedrich Saemisch   |      |        | parteilos |
| Handel                             | Otto Fischbeck       |      |        | DDP       |
| Öffentliche Arbeiten kommissarisch | Otto Fischbeck       |      |        | DDP       |
| Landwirtschaft                     | Hermann Warmbold     |      |        | parteilos |
| Wissenschaft                       | Carl Heinrich Becker |      |        | parteilos |